# Hydrelia luteosparsata
Hydrelia luteosparsata är en fjärilsart som beskrevs av Sterneck 1928. Hydrelia luteosparsata ingår i släktet Hydrelia och familjen mätare. Inga underarter finns listade i Catalogue of Life.